# Герб Карразеди-де-Ансіайнша
Ге́рб Карразе́ди-де-Ансіа́йнша — офіційний символ містечка Карразеда-де-Ансіайнш, Португалія. Використовується як територіальний герб. У срібному щиті пурпурне виноградне гроно із зеленим листям. Обабіч нього дві зелені оливкові гілки з плодами і чотири зелені пшеничні колоски, схрещені у основи. Внизу щита три сині хвилясті смуги. Щит увінчує срібна мурована містечкова корона з чотирма вежами.  Під щитом біла стрічка, на якій великими літерами напис португальською: «vila de Carrazeda de Ansiães» (містечко Карразеда-де-Ансіайнш).  Офіційно затверджений 27 квітня 1935 року.  

## Галерея

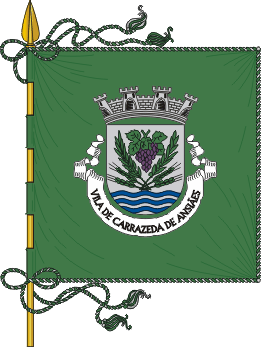
Прапор